# Gallows Hill
Gallows Hill è un film del 2014 diretto da Víctor García.
Film horror prodotto negli Stati Uniti sceneggiato da Richard D'Ovidio su un soggetto scritto dallo stesso con David Higgins.

## Trama
(David Reynolds)
David Reynolds, un uomo che viene tormentato da incubi in cui appare la moglie Marcela morta tempo prima, vola in Colombia insieme alla fidanzata Lauren, per recuperare la figlia ribelle Jill, che se la sta spassando insieme alla zia Gina e al nuovo ragazzo Ramon. Ritrovato il gruppo di ragazzi, il padre dirà a sua figlia che vuole vederla al suo matrimonio; che avverrà di lì a otto giorni. 
Jill si ribella, ma David, tira lei e l'intera band di ragazzi al paesino natale della zia per recuperare il passaporto della figlia. Gina dice all'uomo di non essere troppo oppressivo con la figlia e gli rivela che il comportamento di Jill è dovuto alla presenza di Lauren. Il gruppo di ragazzi viene fermato da un poliziotto che consiglia a tutti di tornare indietro perché la zona dove stanno è soggetta a inondazioni e che inoltre la strada non sbocca da nessuna parte. Gina consiglia di lasciar perdere e di continuare visto che sa benissimo che la via ha una fine. Purtroppo, la macchina dove risiedono i ragazzi viene colpita da un'inondazione che capovolgerà l'automobile.
I ragazzi si troveranno feriti, sotto una pioggia incessante e senza alcuna possibilità di chiamare aiuto. Ricevuto aiuto da Felipe, il proprietario di un vecchio hotel che darà alloggio e ospitalità all'intero gruppo. Il vecchio, scruterà molto attentatamene Jill e si comporterà in maniera molto strana. Quando Felice e David vanno a prendere della legna per riscaldare tutti, si scopre che l'hotel “la collina del patibolo” non ha un cliente da trent'anni e che, stranamente, i cavi del telefono sono stati tagliati. Jill e Ramon, in cerca del bagno, sentono i lamenti di una ragazza, che dice di chiamarsi Ana Maria. I due cercano i liberarla dalla sua prigionia. Felipe cerca di fermarli, ma viene colpito alla testa da David e sviene. Il proprietario dell'hotel viene legato. Gina scopre che nella cassa angusta dove è stata tenuta prigioniera la ragazzina ci sono delle strane iscrizioni.
Ana Maria rinchiude Loren all'interno di una camera, dove riuscirà successivamente a uscirne. Ha poi una discussione con Felipe, dove si nota la malvagità della ragazza. L'uomo, liberato dalle corde, cercherà di uccidere la ragazzina con un pugnale ma viene ucciso da Ramon con un fucile. I ragazzi, scoprono che sul cadavere dell'uomo ucciso vi sono dei segni di autolesionismo che lo avrebbero portato a morire per dissanguamento. Ana Maria tocca le parti intime di Jill e quest'ultima si allontana. Parla poi col padre e gli dice che qualcosa non va e non si spiega come la ragazzina è sopravvissuta in quella stanzino sigillato e come abbia mangiato se la porta non è stata aperta per lunghi anni. Gina intervista Ana Maria ma Loren glielo vieta, ma ben presto, sarà la ragazzina a fare domande alla giornalista. Le chiederà informazioni sul suo datore di lavoro, Trevor e su come reagirà quando saprà della morte della figlia. La donna è perplessa e Ana María passa la mano sull'addome di Gina, creando un'entità malvagia che si muove nel suo utero. David cerca di decifrare le scritte nella cella della ragazzina senza riuscirci. Scoprano però l'esistenza di uno scheletro appartenente a Ines, la moglie di Felipe. Trovano poi una foto di Anna Maria, scattata quarant'anni addietro.
I ragazzi decidono di parlare con la ragazzina ma la trovano con la gola sgozzata, distesa nel pavimento insieme a Gina, priva di sensi. La giornalista rivela a tutti che un uomo è entrato in caso e ha ucciso la bambina. Cerca di convincere poi tutti i ragazzi ad andarsene via dalla casa immediatamente, senza riuscirci. Trovandosi sola con Ramon, Gina gli confessa di sapere del modo in cui riempiva lo stomaco delle sue ragazze di droghe, seducendolo. La giornalista muore e l'essere all'interno del suo corpo si trasferisce dentro Ramon. David, Loren e Jill vengono attaccati dal poliziotto Morales, che all'inizio si dimostra molto aggressivo nei loro confronti, ma poi, decide di rivelargli la verità rivelandosi un alleato di Felipe, svelandole che dentro Ana Maria si trovava lo spirito di una strega, Elena, impiccata nel diciassettesimo secolo dall'inquisizione spagnola e dai discendenti di Morales. Felipe trovò tempo addietro un vecchio che aveva dentro di sé l'animo della strega, che passò a sua figlia, Ana Maria. Lo scopo della strega è uccidere ogni singolo discendente di coloro che la uccisero e non ha il minimo interesse per David e gli altri, salvo controllare il loro corpo per diventare più forte. Inoltre può entrare nel corpo di chi uccide il suo portatore precedente.
David, Loren e Jill se ne vanno dalla casa, ma vengono attaccati da Ramon, che viene accidentalmente ucciso da Loren. Lo spirito della strega passa dentro il corpo della donna, che rivela di sapere che David ha in realtà ucciso Marcela, stancando il filo che la manteneva in vita. I due riportano Loren all'hotel, dove cercano di rimetterla nella cella. La donna, ucciderà però Morales e farà poi uccidere da Jill. Lo spirito della strega prende il controllo del corpo della ragazza. David è costretto a dire addio alla figlia è a rinchiuderla nella cella di Ana Maria. L'uomo, non si arrende è giura a se stesso di trovare un modo per farla ritornare quella di un tempo.